# Puig Gros (Llagostera)
El Jaciment arqueològic de Puig Gros és un jaciment en superfície de Llagostera (Girònes), inclòs a l'Inventari del Patrimoni Arqueològic i Paleontològic de Catalunya.
Està situat en un suau vessant conreat, darrere la Torre de Sant Llorenç, on s'han trobat materials arqueològics.
S'hi ha recollit un total de sis peces, destacant-ne un fragment proximal de fulla amb retoc pla i invasor bifacial, un fragment medial de gran làmina de secció trapezoidal i retoc marginal, i un burí poligonal sobre retoc. Els dos primers útils, associats, fan pensar en un sol conjunt post-paleolític. Tot i això, no es pot descartar que les altres peces siguin del Paleolític Superior o del Paleolític.